# Oshiire

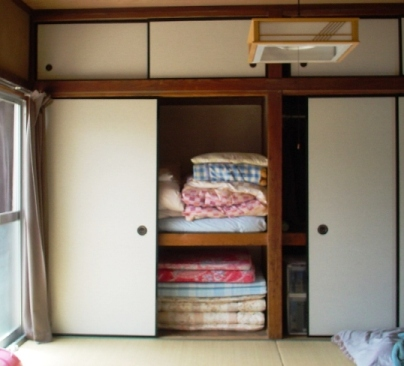
Un oshiire, dans lequel on voit les futons pliés.

Un oshiire (押入れ／おしいれ) est un placard traditionnel japonais. Ses portes sont généralement coulissantes. Il sert à l'origine à ranger les futons la journée pour permettre d'utiliser entièrement la pièce.

## Origine et description
Les oshiire sont d'origine relativement récente, puisqu'ils ne sont apparus que progressivement pendant la seconde partie de l'ère Edo. Auparavant, en effet, la plupart des Japonais dormaient à la dure, en se regroupant dans la plus petite pièce des maisons traditionnelles de l'époque, le nando, de façon à se tenir chaud ; ils se contentaient pour tout confort de mettre de la paille sur le sol, et, lorsqu'il faisait vraiment froid, de dormir dans des sacs de paille. 
La literie s'est ensuite développée grâce au coton, dont l'utilisation s'est largement répandue au XVIIe siècle : c'est à ce moment qu'est apparu le besoin de disposer, dans la maison même, d'un vaste espace de rangement, tout au moins pour ceux qui pouvaient se le permettre.
Compte tenu du rôle qui est le leur, les oshiire sont très grands, beaucoup plus grands que les placards occidentaux qui servent essentiellement pour les vêtements. De façon très générale, un oshiire est fermé par des fusuma (portes coulissantes). En principe, un oshiire fait la taille d'un tatami, et est divisé en deux par le milieu.

## Utilisation
Oshi-ire vient de deux verbes, « osu » ou « oshimasu » qui signifie « pousser », et « ireru » ou « iremasu » qui veut dire « mettre à l'intérieur ».
On trouve les oshiire dans les pièces de style japonais, étant donné qu'on n'utilise pas de futon dans une pièce à l'occidentale.
D'autre part, il n'est pas convenable au Japon de laisser sa literie dans la pièce pendant le jour : le futon est donc généralement étendu à l'extérieur pour sécher, puis rangé dans l’oshiire. Pour le ranger, on ne doit jamais rouler le futon, mais le plier en trois. Une fois la literie rangée, la pièce peut servir à tout autre chose, telle que recevoir des amis, manger ou regarder la télévision.
Outre le futon, on va également utiliser l’oshiire pour y ranger makura (oreillers), draps et couvertures, ainsi que les zabuton (les coussins pour s'asseoir).
Enfin, les oshiire constituent la cachette favorite des enfants, où ils peuvent se glisser à l'abri des regards au milieu des futons,. À ce titre, dans son roman Nagasaki, paru en 2010, l'écrivain Éric Faye, s'inspirant d'un fait réel survenu au Japon en 2008, décrit l'utilisation par une femme des oshiire pour vivre discrètement pendant des semaines dans des maisons d'inconnus sans que ces derniers ne s'en aperçoivent.